# Demokratenkongress
Als Demokratenkongresse werden Versammlungen demokratischer und republikanischer Politiker während der Revolution von 1848/1849 sowie eine dritte im Jahre 1850 bezeichnet. Vor allem die letzte Veranstaltung wurde bereits von der einsetzenden politischen Reaktion erschwert.

## Erster Kongress in Frankfurt
Der erste Demokratenkongress fand vom 14. bis 17. Juni 1848 in Frankfurt statt. Daran nahmen 234 [laut "Berichtigtes Verzeichniß …" 224] Delegierte teil, die 89 Vereine aus 66 Städten vertraten. Neben Arbeiter- und Demokratenvereinen waren auch die linken bäuerlichen Rustikalvereine aus Schlesien vertreten. Die Teilnehmer entwarfen das Programm für eine angestrebte demokratische Partei und legten den zukünftigen Kurs fest. Der Vorsitzende war Julius Fröbel. Daneben taten sich als Debattenredner der Philosoph Ludwig Feuerbach, der Deutschkatholik Johannes Ronge, der Kölner Kommunist Andreas Gottschalk sowie Ferdinand Freiligrath und der Mainzer Demokrat Ludwig Bamberger hervor. Ein Ergebnis des Kongresses war die Einrichtung eines fünfköpfigen Zentralausschusses mit Sitz in Berlin. Dieser gilt als die erste eigentliche Parteizentrale in der deutschen Geschichte. Aus den Mitgliedsbeiträgen wurden erstmals hauptamtliche Funktionäre bestellt.

## Zweiter Kongress in Köln
Der nächste Demokratenkongress wurde am 13. und 14. August 1848 in Köln abgehalten. Dieser widmete sich vor allem Fragen des Ausbaus der Organisation. Nach einem Bericht der Neuen Rheinische Zeitung waren 17 Vereine vertreten: Demokratischer Verein Köln, Arbeiterverein Köln, Politischer Klub Solingen, Volksklub Düsseldorf, Verein für demokratische Monarchie Düsseldorf, Verein der Arbeiter und Arbeitgeber in Köln, Arbeiterverein Krefeld, Volksverein in Kettwig, Demokratischer Verein Trier, Volksverein Dortmund, Arbeiterverein in Hamm, Demokratischer Verein Cochem, Arbeiterverein Mülheim, Demokratischer Verein Mülheim, Demokratischer Verein Bonn, Politischer Klub Barmen und Rheinisch-Westfälischer Verein Berlin. Als Vertreter des Bonner Vereins waren auch Carl Schurz und Gottfried Kinkel anwesend. Zum ersten Mal trat auf dieser Veranstaltung ein Gegensatz zwischen dem demokratischen Programm und den sozialen Zielsetzungen von Karl Marx (Kommunistisches Manifest) in Erscheinung. Er wurde nicht zum Ausgleich gebracht und führte auf dem nachfolgenden Kongress zum offenen Bruch zwischen „blauen [demokratischen] und roten Republikanern“.

## Dritter Kongress in Berlin
Vor dem Hintergrund der drohenden Gegenrevolution in Preußen fand der zweite Demokratenkongress vom 26. bis zum 31. Oktober in Berlin statt. Deutlich radikaler als noch beim ersten Treffen sprach sich der Zentralausschuss im Vorfeld für revolutionäre Aktionen aus. In einem Manifest vom 3. Oktober 1848 rief er zum Sturz der Frankfurter Nationalversammlung auf. Nur so könne der „wahre Wille der Nation“ zur Geltung kommen, und nur Neuwahlen seien in der Lage, die ansonsten notwendige „neue und blutige Revolution“ zu verhindern.
An diesem Treffen nahmen 234 Delegierte aus 140 Städten teil. Insgesamt waren Vertreter von 240 Vereinen anwesend. Neben Vereinen, die sich als demokratisch oder als Partei des Volkes verstanden, waren auch Stephan Born als Sprecher der Arbeiterverbrüderung und Delegierte des Bundes der Kommunisten vertreten. Insbesondere die Frage, wie man auf die Gegenrevolution in Wien reagieren sollte, aber auch Differenzen in sozialpolitischen Fragen führten zu Zerwürfnissen unter den Teilnehmern.
Ein neu gewählter Zentralausschuss, zu dem neben dem Kommunisten Carl d’Ester der linke schlesische Adelige Eduard von Reichenbach gehörte, konnte kaum noch politisch wirksam werden, da die Gegenrevolution und das Vereinsverbot vom 12. November 1848 der Tätigkeit in Preußen ein Ende setzte. Der Zentralausschuss wich zwar nach Sachsen aus, spielte aber kaum noch eine Rolle. Stattdessen bildete sich im Umfeld der demokratischen Fraktionen in der Nationalversammlung der Centralmärzverein.

## Vierter Kongress in Braunschweig
Der Braunschweiger Demokratenkongress fand vom 3. bis 15. Juni 1850 in Braunschweig statt.
Von mehr als 120 Eingeladenen erschienen aufgrund reaktionärer Gegenmaßnahmen jedoch nur 40 zum Kongress in der Stadt, der wohl in einem Privathaus stattfand, um polizeiliche Überwachungsmaßnahmen zu vereiteln.
Teilnehmer waren unter anderem:
- Adolf Aronheim, Braunschweig, (Mit-)Organisator in Braunschweig
- Hermann Becker, Köln
- Rudolph Dulon, Bremen
- Otto Fock, Altona
- K. Gerding, Celle
- F. Hedde
- Egmont Lucius, Braunschweig
- A. Mensching
- R. v. Neergaard
- Theodor Olshausen, Kiel
- Johannes Rösing, Bremen
- Arnold Ruge, London
- Samuel Schnelle
- Carl Schurz
- A. Trittau, Hamburg
- C. Türk
- F. Weinhagen, Hannover
- Moritz Wiggers, Mecklenburg-Schwerin